# Ганин, Анатолий Андреевич
Анатолий Андреевич Ганин (1887—1974) — советский юрист, государственный деятель. Отец писательницы Майи Ганиной.

## Биография
Родился в Троицкосавске в 1887 году, в семье офицера, впоследствии дослужившегося до полковника. В 1914 году окончил юридический факультет Московского университета и начал службу помощником присяжного поверенного Петербургской окружной судебной палаты. В 1915 году состоял в санитарной службе.
Член партии социалистов-революционеров (1906—1913), партии левых социалистов-революционеров (1917—1918), РКП(б) с 1918 г. В 1918 г. работал в Спасском райсовете. С апреля 1919 г. служил в РККА; политический комбат бригады красных коммунаров, воевал на мамонтовском фронте. С октября 1919 г. по октябрь 1920 г. работал в Сибирском ревкоме. С октября 1920 г. служил в РККА помощником военкома дивизии. В феврале—августе 1921 г. член Центрального реввоентрибунала, в 1921—1923 гг. зам. председателя Сибирского отделения Верховного трибунала РСФСР. В 1923—1924 гг. председатель Тульского губсуда. В 1924—1925 гг. помощник заведующего отделением судебного управления Наркомата юстиции РСФСР. С августа 1925 г. член Верховного суда РСФСР. С октября 1927 г. по август 1928 г. заместитель наркома юстиции КАССР. В августе 1928 года был откомандирован в распоряжение Наркомата юстиции РСФСР.
В 1927 году женился на 22-летней сослуживице Лидии Ильинской, но вскоре развёлся. По-видимому, их конфликт послужил причиной увольнения Ганина с высокой должности. Окончил Военную академию механизации и моторизации РККА, работал на технических должностях. 
В 1947 году вышел на пенсию с должности инженера ЗиС. Скончался в Москве в 1974 году.

## В художественной литературе
Под собственным именем фигурирует в автобиографическом романе Евгении Фёдоровой «На островах ГУЛАГа», но факты его биографии приукрашены: сын царского генерала, член ВЦИК, нарком юстиции Казахстана.